# Graffiti on the Train (singel)
Graffiti on the Train – trzeci singel i tytułowa piosenka z ósmego studyjnego albumu brytyjskiej grupy Stereophonics. Utwór jest 2. z kolei na płycie.

## Notowania
| Lista                         | Pozycja       |
| ----------------------------- | ------------- |
| Lista Przebojów Trójki        | 1 (5 tygodni) |
| Lista Przebojów Radia Nysa FM | 26            |